# Zygaspis ferox
Espèce
Zygaspis ferox est une espèce d'amphisbènes de la famille des Amphisbaenidae.

## Répartition
Cette espèce est endémique du Zimbabwe.

## Publication originale
- Broadley & Broadley, 1997 : A revision of the African genus Zygaspis Cope (Reptilia: Amphisbaenia). Syntarsus, vol. 4, p. 1-24.